# Mehendiganj
Mehendiganj (en bengali : মেহেন্দিগঞ্জ) est une upazila du Bangladesh dans le district de Barisal. En 2001, on y dénombrait 304 364 habitants.